# 景春 (戰國)
景春，戰國時楚國人，生卒年不詳。可能為孟子弟子，在《孟子》書中有與孟子答問一章。是一位縱橫家，且十分推崇公孫衍與張儀。

## 生平
景春曾問孟子，公孫衍與張儀可以左右天下政局，豈不是大丈夫嗎？孟子認為這些人不算是大丈夫，只能算是把順從當作正道的妾婦之道。孟子又另外解釋了何謂真正的大丈夫。